# Atacamichthys greeni
Atacamichthys greeni è un pesce osseo estinto, probabilmente vicino all'origine dei teleostei. Visse nel Giurassico superiore (Oxfordiano, circa 158 milioni di anni fa) e i suoi resti fossili sono stati ritrovati in Sudamerica.

## Descrizione
Questo pesce possedeva un corpo lungo e slanciato, e poteva raggiungere i 30 centimetri di lunghezza. La pinna dorsale, di forma acuminata, era posta leggermente in avanti rispetto alle pinne pelviche, mentre la pinna anale (anch'essa appuntita) si originava appena dietro il margine posteriore della pinna dorsale. 
Atacamichthys possedeva alcune caratteristiche uniche (autapomorfie) che lo distinguevano da qualunque altro teleosteo basale: l'osso parietale estremamente allungato che ricopriva quasi l'intera lunghezza del tetto cranico, le extrascapole dal margine posteriore crenulato, un'espansione del postorbitale dovuta all'allargamento del dermopterotico e sopracleitro e postcleitri dai bordi posteriori dentellati. Altre caratteristiche di Atacamichthys includono le ossa parietali fuse posteriormente, postparietali piccoli e squadrati, la presenza di canali sopraorbitali, otici e preopercolari ramificati e diretti verso la superficie tramite piccoli pori, propterigio pettorale fuso con il primo raggio della pinna pettorale, scaglie elasmoidi simili a quelle dell'attuale Amia calva. 

## Classificazione
Atacamichthys greeni venne descritto per la prima volta da Arratia e Schultze nel 1987, sulla base di resti fossili ritrovati nella zona di Sierra de Varas (Cordillera de Domeyko) nella regione di Antofagasta, nel Cile settentrionale. Inizialmente interpretato come un pesce dalle incerte affinità ma attribuibile agli Halecostomi (il presunto clado comprendente amiiformi e teleostei), successivamente venne riconosciuto come un membro basale dei teleostei, più derivato di Prohalecites (Arratia et al., 2021).